# Os Trapalhões (2017)
Os Trapalhões foi um programa humorístico produzido e exibido pelo Canal Viva entre 17 de julho e 19 de novembro de 2017. O programa é uma releitura do humorístico Os Trapalhões (1977), exibida em comemoração dos 40 anos do original.
Originalmente foram anunciadas três temporadas do humorístico antes mesmo de sua estreia. No entanto, devido a baixa audiência, o programa acabou cancelado em 10 de abril de 2018 após uma temporada com apenas dez episódios.

## Produção
Em 2016, o Canal Viva anunciou que realizaria uma nova versão do humorístico Os Trapalhões, após avaliar a boa recepção do remake da Escolinha do Professor Raimundo. lançado no ano anterior. A emissora, no entanto, salientou que a série não seria remake, mas sim um revival, uma vez que os personagens seriam apenas sobrinhos dos originais e não eles próprios. Renato Aragão ficou responsável por desenvolver o projeto, tendo auxílio de Mauro Wilson como redator final e Ricardo Waddington como diretor. Para evitar controvérsias, a série evitou piadas consideradas politicamente incorretas como na versão original. A estreia, em 2017, foi escolhida exatamente por ser o ano em que a versão original completava 40 anos da estreia na Rede Globo e 50 de existência da trupe desde o Os Adoráveis Trapalhões, na TV Excelsior.

### Escolha do elenco
Rodrigo Sant'Anna, Armando Babaioff, Antônio Carlos – filho do humorista Mussum – e Tadeu Mello, que já contracenara com Renato Aragão em A Turma do Didi, foram os primeiros nomes convidados para interpretar os sobrinhos de Didi, Dedé, Mussum e Zacarias, respectivamente. Antônio, porém, declarou que não queria ser atrelado à imagem de "filho do Mussum" por toda sua carreira, enquanto Armando recusou por não ser humorista. Já Rodrigo não participou por estar sobrecarregado com quatro produções ao mesmo tempo, fazendo parte do elenco do Zorra, Os Suburbanos e Escolinha do Professor Raimundo, além de ser repórter do Vídeo Show. Aílton Graça e Rafael Cortez foram cogitados para o elenco, porém acabaram não se enquadrando no perfil dos personagens.
O primeiro ator confirmado foi Lucas Veloso, filho do falecido humorista Shaolin, como Didico, sobrinho de Didi. Logo se juntaram ao ator e confirmados o cantor Mumuzinho, como Mussa, o humorista Gui Santana como Zaca e o ator Bruno Gissoni como Dedeco. Dedé Santana chegou a recusar participar da nova versão devido a problemas de direitos autorais, mas voltou atrás após um pedido de Renato Aragão para repetirem a dupla juntos. Em abril de 2017 foi confirmado Nego do Borel como Tião, em homenagem a Tião Macalé.

## Enredo
Nessa releitura, que mantém o formato de um programa de esquetes independentes, os personagens Didi e Dedé retornam para ensinar aos discípulos Didico, Dedeco, Mussa e Zaca o que significa ter o verdadeiro espírito trapalhão.

## Elenco

### Principal
- Renato Aragão - Didi Mocó / Super Super
- Dedé Santana - Dedé / Homem Morcega
- Lucas Veloso - Didico (equivalente de Renato Aragão) / Capitão Ferrugem
- Bruno Gissoni - Dedeco (equivalente de Dedé Santana) / Menino Perereca
- Mumuzinho - Mussa (equivalente de Mussum) / Turbo Boy
- Gui Santana - Zaca (equivalente de Zacarias) / Incrível Muque

### Recorrente
- Nego do Borel - Tião (equivalente de Tião Macalé) / Piolho Prateado
- Ernani Morais como Sargento Pincel (equivalente de Roberto Guilherme)
- Letícia Lima - Mulher Silicone

## Quadros
- TrapaMen - Super Amigos, Liga da Justiça: Grupo unido de super heróis.

## Episódios
| Temporada | Temporada | Episódios | Exibição original   | Exibição final         | Emissoras  |
| --------- | --------- | --------- | ------------------- | ---------------------- | ---------- |
|           | 1ª        | 10        | 17 de julho de 2017 | 19 de novembro de 2017 | Canal Viva |

## Recepção da crítica
O programa recebeu críticas negativas na maior parte dos críticos de televisão. Para Endrigo Annyston do Observatório da Televisão, Diferente do revival do Sai de Baixo, ou do remake da Escolinha do Professor Raimundo, falta graça ao formato, mesmo apesar de indiscutíveis shows de atuação de Gui Santana, Mumuzinho e Lucas Veloso. Por outro lado, segundo Ivan Finotti da Folha de S.Paulo, Em primeiro lugar, temos Didi e Dedé em pessoa. A eles, soma-se um novo quarteto, Didico, Dedeco, Mussa e Zaca, decalcados dos originais. Os dois primeiros, talvez pela presença dos velhos mestres, ainda parecem procurar um espaço. Os dois últimos, não. Brilham com todos os trejeitos dos bons e velhos Mussum e Zacarias. É possível se sentir criança de novo assistindo hoje a Mussa ("Hoje eu quero meu penteadis igual da Giovanna Antonellis da novelis. Você faz escovis?") e Zaca ("Hi-hi-hi").

## Prêmios e Indicações
| Ano  | Prêmio          | Categoria | Candidato    | Resultado | Ref |
| ---- | --------------- | --------- | ------------ | --------- | --- |
| 2017 | Melhores do Ano | Comédia   | Lucas Veloso | Venceu    |     |